# Theater am Schlachthof Neuss
Das Theater am Schlachthof (TAS) ist seit 1994 ein freies Theater im nordrhein-westfälischen Neuss am Rhein und liegt im Innenstadtnahen Barbaraviertel. Auf seinen zwei Bühnen (120 und 75 Plätze) unterhält es das Publikum mit seinem abwechslungsreichen Programm (Kindertheater / Schauspiel / Komödien / Musiktheater / Lesungsreihen / Kabarett). Als größtes freies professionelles Theater der Region ist das TAS für diese spartenübergreifende Ausrichtung weit über die Stadtgrenzen hinaus bekannt. Der Spielbetrieb findet jährlich vor etwa 25.000 Zuschauern mit fast 200 Veranstaltungen meist am Wochenende statt. Der STUNK (Die Kabarettshow zur Karnevalszeit) ist die größte externe Veranstaltung des Theaters in Neuss und Düsseldorf. Neben dem Theaterspielbetrieb ist das TAS auch ein soziokulturelles Zentrum mit theaterpädagogischen Angeboten für Kinder, Jugendliche und Senioren.

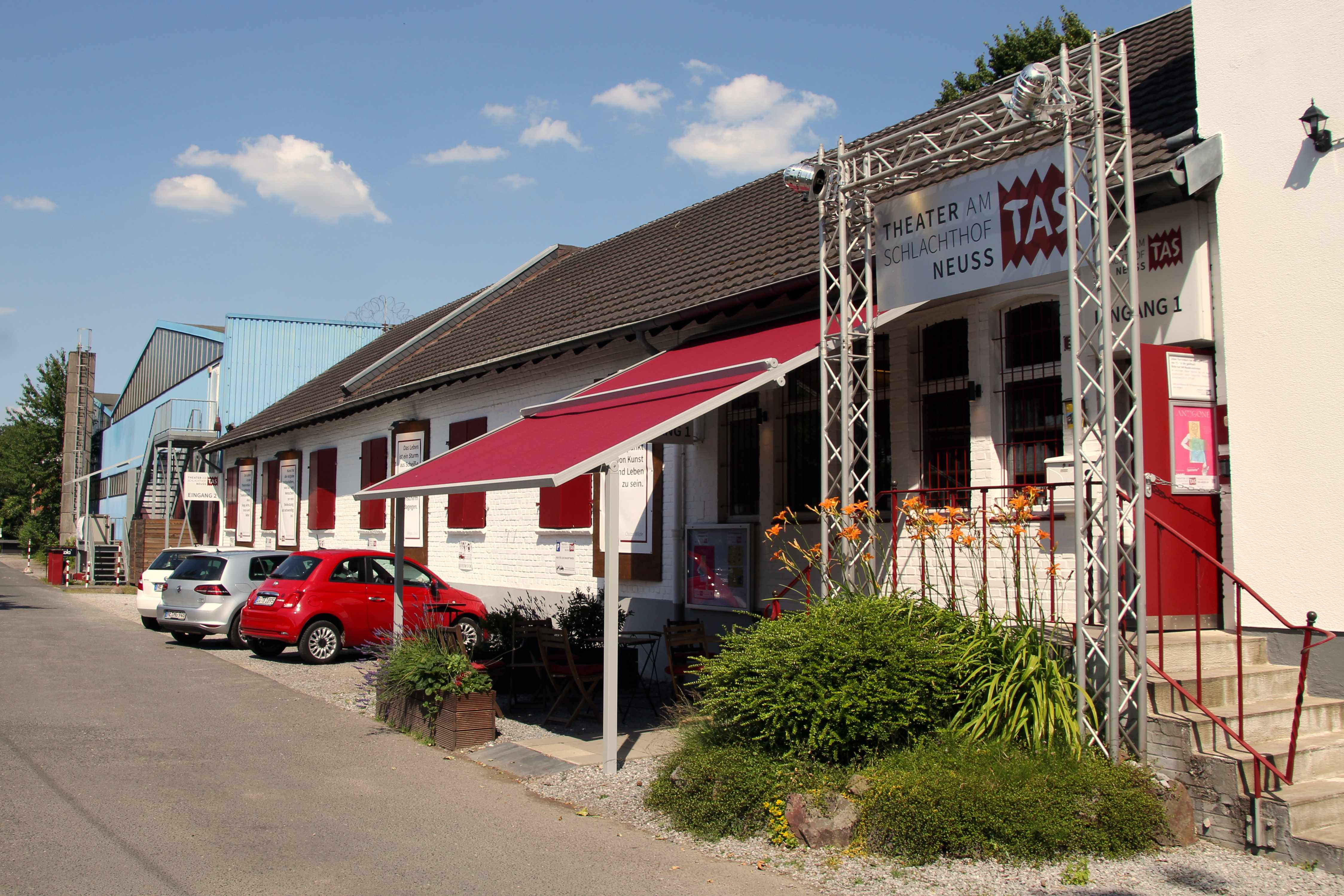
Außenansicht des Theaters am Schlachthof

## Geschichte
1994 wurde das TAS mit der Unterstützung des damaligen Neusser Stadtdirektors und späteren NRW-Kulturstaatssekretärs Hans-Heinrich Grosse-Brockhoff in den Räumlichkeiten einer ehemaligen Lackfabrik mit starker ehrenamtlicher Eigenarbeit der Vereinsmitglieder gegründet. In der Anfangszeit des Theaters wurden die Geschäftsführung und künstlerische Leitung durch den Vorstand des „EIGEN-art e.V.“ organisiert, der auch bis heute der Trägerverein des TAS ist.
1999 erhielt Reinhard Mlotek die Funktion des vom Verein angestellten Geschäftsführers. Nach den turbulenten Anfangsjahren mit nicht immer klaren Zuständigkeiten und wenig Struktur, kam es in den folgenden Jahren unter Mloteks Führung zu einer Professionalisierung des Theaters. Es konnten vermehrt öffentliche Fördermittel akquiriert werden, die Eigenproduktionen wurden professioneller, die Anzahl der Premieren erhöhte sich und die Zuschauerzahlen wuchsen. Dabei ist es vor allem Reinhard Mlotek zu verdanken, dass das TAS heute in der institutionellen Förderung ist und über eine zweite Bühne verfügt.
2011 übernahmen die Geschäftsführerin Britta Franken und der künstlerische Leiter Markus Andrae die Leitung des Theaters. Der plötzliche Tod von Theaterleiter Reinhard Mlotek kurz vorher riss eine große Lücke. Der Vorstand des Eigen-art e. V., ehemalige Vorstandsmitglieder und Weggefährten Mloteks gingen mit vereinten Kräften daran, die Idee einer selbstorganisierten freien Kultur, mit der man 1994 angetreten war, aufzufrischen und wiederzubeleben. Unter der Doppelspitze mit Franken/ Andrae wurde das Theater am Schlachthof neu ausgerichtet und ist nun vernetzt mit zahlreichen nicht nur Neusser Institutionen.
2019 feierte das TAS sein 25-jähriges Bestehen mit einer Feierstunde, vielen Sondervorstellungen und einer Jubiläumsbroschüre.
2023 übernimmt erstmals seit der Gründung des Theaters, nach dem Abschied von Markus Andrae, der ehrenamtliche Vorstand für die Spielzeit 2023/ 2024 die künstlerische Leitung. Unterstützt wird dieser dabei von Vera Ring und dem nicht-künstlerischen Leitungsteam Britta Franken (Geschäftsführung) und Dennis Prang (Produktionsleitung & Kommunikation).

## Programm
Im TAS stehen pro Spielzeit zwölf bis achtzehn Premieren aus den Bereichen Schauspiel, Kabarett, Kinder- und Jugendtheater auf dem Spielplan. Jährlich hat das Theater derzeit um die 25.000 Zuschauer bei etwa 200 Veranstaltungen.
Die Anfangsjahre des TAS waren unter anderem von Kabarett-Ensembles wie „Exekution 27b“, „Kabarett ohne Ulf“, „Opposum Comedy“ oder den Produktionen des „Neuen Tendenz Theaters“ geprägt. Heute vereint das TAS in seinem Programm Schauspiel und Kabarett. Es zeigt überwiegend selbst produzierte Stücke aus den Bereichen Musiktheater, Komödie und Dramödie.
Seit 2012 setzt der aktuelle künstlerische Leiter Markus Andrae einen Schwerpunkt im Schauspielbereich. Dort war es ihm wichtig, dass die Stücke ein gesellschaftlich relevantes Thema haben, das im besten Fall auch lokalorientiert war und gerne humoristisch beleuchtet wurde damit so die Inhalte auch das Kabarettpublikum erreichen konnten. Diesen Ansatz konnte er sehr schnell erfolgreich umsetzen, exemplarisch sei hier das Stück „Fiese Matenten“ genannt, das mit seinem lokalen Bezug und historischem Anteil viele neue Zuschauer generieren konnte. Ebenfalls seit 2012 verfügt das TAS über das Kabarett-Ensemble „Rathauskantine“, welches sich vor allem mit lokalen politischen Themen beschäftigt. Hier mischt sich politische Aktualität mit lokalen Bezügen und traf und trifft den Neusser Nerv. 2017 wurde die „Rathauskantine“ mit dem Neusser Rekelieser-Orden ausgezeichnet.
Die Sparte Musiktheater wurde ebenfalls umgebaut. Die neuen und sehr erfolgreichen Musiktheaterproduktionen mit kleinem Ensemble erzählen nun Geschichten und haben ebenso wie die Schauspielstücke ein gesellschaftlich relevantes Thema, z. B. 100 Jahre 1. Weltkrieg, Widerstandsbewegung der Edelweißpiraten, Nachkriegszeit, 20er Jahre/Börsencrash. Auf der Bühne sieht man außerdem Lesungen, selbst produzierte Kindertheaterstücke, Stücke des eigenen Jugendclubs und der zwei Seniorenensembles. Neben den hauseigenen Produktionen veranstaltet das TAS aber auch regelmäßige Gastspiele von Künstlern aus der deutschen Kabarett- und Comedy-Szene, wie Martin Maier-Bode, Christian Ehring, Lisa Feller, Jens Neutag, Sabine Wiegand („alias „Dat Rosi“, die sympathische Ruhrpottperle“) und Harry Heib („Heinz Allein“).
Das TAS ist zudem Veranstalter des seit 1995 jährlich stattfindenden Kabarettshow zur Karnevalszeit namens STUNK, in der Neusser Wetthalle und im Capitol Theater Düsseldorf.
Das TAS ist seit vielen Jahren Mitglied der LAG Soziokultur NRW und versteht sich auch als Soziokulturelles Zentrum mit seinen theaterpädagogischen Angeboten für Kinder und Jugendliche, z. B. Theaterferienaktionen und der Jugendclub Spielstarter, der Improvisationstheater für Jugendliche anbietet. Auch im Bereich der Stadtteilarbeit, mit einem jungen selbstorganisierten Jugendensemble und einem Senioren-Ensemble ist das TAS seit Jahren im Bereich der kulturellen Bildung aktiv.